# Бошнячко село
Бошнячко село (на македонска литературна норма: Бошњачко село) е бивше село в община Босилово на Северна Македония.

## География
Селото е било разположено в южните склонове на Огражден, северно над селата Щука и Иловица.

## История
Селото е основано в 1878 година от бошняци бежанци от предадените за управление на Австро-Унгария Босна и Херцеговина. Жителите му се занимават предимно със скотовъдство, като гледат овце и друга стока, и частично със земеделие. При заселването си говорят само сръбски, а по-късно мъжете научават и турски. Бежанците не са приети добре от местното население. При оттеглянето на османските войски по време на Балканската война в 1912 година цялото население се изтегля с тях в Турция. Землището на селото е присъединено към това на Щука.